# Boško Jovanetić
Boško Jovanetić (født 30. august 1973) er en serbisk fodbolddommer fra Uzice. Han har dømt internationalt under det internationale fodboldforbund FIFA siden 2008, hvor han er indrangeret som kategori 2-dommer, der er det fjerde højeste niveau for internationale dommere.

## Kampe med danske hold
- Den 19. juli 2012: 2. runde i kvalifikationen til Europa League: AGF – FC Dila Gori 1-2.